# Nucleus lentiformis
De nucleus lentiformis of lenskern is een onderdeel van de basale kernen en bestaat uit de globus pallidus en het putamen. De kern is, gezien vanaf de bovenkant, lensvormig.
De kern vormt niet zozeer een functionele, maar wel een anatomische eenheid.

## Structuur
Bij een horizontale doorsnede door de hersenen is de nucleus lentiformis te zien als een lensvormige eenheid. Gezien vanaf de zijkant heeft de kern meer weg van een driehoek. De nucleus lentiformis ligt tegen de nucleus caudatus, maar is korter.
De kern wordt aan weerskanten begrensd door de capsula interna en de capsula externa, twee banen van witte stof. Andere nabijgelegen grijzestofkernen zijn de thalamus en het claustrum aan weerszijden en de nucleus caudatus die bovenlangs over de nucleus lentiformis loopt.